# 天下茶屋

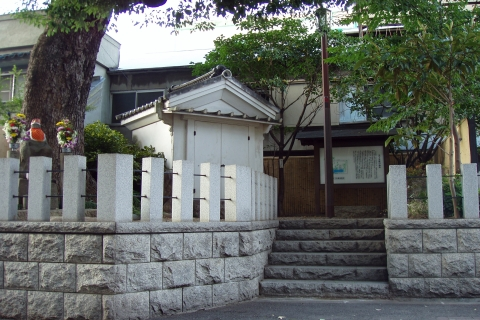
天下茶屋跡

天下茶屋（てんがちゃや）は、大阪市西成区の地名である。

## 概要
一般的には南海電鉄・大阪メトロ堺筋線天下茶屋駅周辺および西成区の中部～東部を包括的に示す汎称地名として使われる。
天下茶屋一丁目～三丁目、および天下茶屋東一丁目～二丁目が天下茶屋駅の東側～北東側にあり、また西成区の地域区分としての天下茶屋地区は大阪市立天下茶屋小学校の通学区域（天下茶屋東・聖天下と、天下茶屋二丁目・三丁目の東部）を指すが、これにとどまらず、天下茶屋駅西側・北西側から西天下茶屋駅周辺にかけての一帯（岸里・潮路・千本北・橘・松・花園南二丁目など）や、西成区東部・南東部の阿倍野区との境界付近（岸里東・聖天下・天神ノ森など）を広く指し、またまれに阿倍野区側（松虫通・橋本町・相生通・北畠などの西側）も含めることがある。一方で汎称地名の場合は、「天下茶屋北」は天下茶屋には含めない場合も多い（因みに「天下茶屋北」の最寄り駅は天下茶屋駅ではなく萩ノ茶屋駅もしくは動物園前駅である）。汎称地名として使用される場合の天下茶屋の地名の範囲については、はっきりした定義はない。天下茶屋駅の南側・南西側は岸里の地名で呼ばれることもある。広くとらえた場合は西成区の半分近くを占めるような、西成区の代表的な地名でもある。
なお、天下茶屋の地名の起こりとなった場所は、現在の「天下茶屋」ではなく岸里東二丁目となっている。
現在ではほぼ全域が住宅地となっており、大阪の典型的な下町の一つとみなされている。

## 歴史
天下茶屋の地名は、かつてこの地にあった茶屋・天下茶屋の名に由来する。
この地には天神ノ森天満宮があったが、その境内は「天神の森」と呼ばれる鬱蒼とした森となっており鄙びた土地であった。そこに湧く水の良さに着目して茶室を建て、森を切り開いて道をつけたのが、千利休の師に当たる武野紹鷗だった。以来この地は「紹鷗の森」とも呼ばれるようになった。
天正年間 (1573年 - 1592年) には楠木正行の十世孫であるという初代芽木小兵衛光立がこの森の西側を開き、ここに茶屋を出した。そして三代目芽木小兵衛昌立のとき、住吉神社を参拝した関白・豊臣秀吉がこの地に立寄り、この芽木家の茶店から清泉を汲んでお伴の千利休に茶を点てさせたところ、味の良さに感激。そこでこの泉に「恵の水」の銘を、芽木家に玄米年三十俵の朱印を与えた。そこから関白殿下の「殿下茶屋」、天下人の「天下茶屋」などの名が知られるようになったという。
慶長14年3月3日（1609年4月7日）には、父・林玄蕃を闇討ちにした当麻三郎右衛門を、玄蕃の遺児・重次郎と源三郎の兄弟が9年間におよぶ苦難の末に、この地で見事に討ち取っている。この「天下茶屋の仇討」は当時代表的な仇討ち事件として講談や歌舞伎などに取り上げられ、その結果「天下茶屋」の名が日本中に知れ渡ることになった。
もとは西成郡勝間村に含まれ、紀州街道に面した新家で「勝間新家」と呼ばれていたが、天明から寛政年間にかけて東成郡天王寺村に含まれるようになった。天下茶屋の集落は天王寺村の集落の一つとなったものの、天下茶屋の地名は現在の西成区岸里東二丁目付近を中心として、天王寺村・勝間村および西成郡今宮町の3村の境界付近を広く指す地名となっていた。
明治時代後期になり、地域の東部は郊外別荘地としての開発が進められた。また地域の西部でも、大阪市の発展に伴って住宅地へと変化していった。
日露戦争の際には、俘虜収容所や付属施設などが一時期設置されていた。俘虜収容所は天下茶屋駅の北西にあったと伝えられるが、存在したことは当時の新聞記事で確認できるものの、資料が乏しく正確な位置や規模は分かっていない。俘虜収容所閉鎖後に土地は地主らに返還されたものの、元の農地に復元するのは困難として、当時の今宮村が耕地整理組合を作り、住宅地としての開発を図って碁盤目状の路地へと区画整理した。南から柳通・桜通・橘通・松通などの東西の道路が作られた。
一帯は東成郡天王寺村および西成郡今宮村（後に今宮町）・西成郡勝間村（後に玉出町）となっていたが、1925年（大正14年）にいずれも大阪市に編入された。なお、大阪市編入直前の天王寺村は人口が5万人を超える日本一の大村となっていたが、人家が最も集中していたのが天下茶屋であった。
旧天王寺村の区域は住吉区となり、1929年（昭和4年）に天下茶屋や松田町・聖天下・天神ノ森の町名が設定された。当時の天下茶屋の町名の範囲は現在とは異なり、おおむね現在の天下茶屋二丁目および同三丁目のそれぞれ東半分と、岸里東の東半分に相当する。聖天下の町名は、「天下茶屋の聖天さん」こと正圓寺の坂下にあることに由来する。また天神ノ森の町名は、天神ノ森天満宮に由来する。
また旧今宮町および玉出町の区域は西成区となり、旧今宮町地域では編入と同時に旧字を引き継いだ町名が設定され、また旧玉出町では編入2年後の1927年（昭和2年）に町名が設定された。
1943年（昭和18年）に大阪市の行政区の境界変更が行われ、天下茶屋・松田町・聖天下・天神ノ森の各町が、住吉区から西成区に編入された。
1945年（昭和20年）には大阪大空襲で地域一帯が被災し、天下茶屋の地名の由来となった屋敷も焼失した。
1973年（昭和48年）11月には西成区全域で住居表示を実施し、現在の町名となった。天下茶屋の町名の範囲は全体としては北西に移動した形となり、天下茶屋駅東側、南海本線・松虫通・阪堺線・大阪市道津守阿倍野線に囲まれた地域に天下茶屋の町名が設定された。一方で従来天下茶屋の町名だった南側については、西側の町と統合される形で岸里東の町名が設定された。また松田町のほぼ全域に天下茶屋東の町名が設定された。

### 年表
- 1885年12月29日 - 阪堺鉄道（現：南海本線）が開業。開業と同時に天下茶屋駅が設置される。
- 1900年10月26日 - 南海天王寺支線が開業。
- 1911年12月1日 - 阪堺電気軌道阪堺線が開業。
- 1915年11月1日 - 勝間村が町制を施行、玉出町となる。
- 1917年9月1日 - 今宮村が町制を施行、今宮町となる。
- 1925年4月1日 - 西成郡玉出町・今宮町、東成郡天王寺村が大阪市に編入。おおむね紀州街道を境に、西側（旧：今宮町・玉出町の区域）が西成区、東側（旧天王寺村の区域）が住吉区となった。
- 1943年 - 大阪市の区の境界の見直しにより、天下茶屋、松田町（現：天下茶屋東）、聖天下、天神ノ森の各町を、住吉区から西成区に編入。
- 1945年 - 空襲で地域が被災。
- 1956年6月1日 - 大阪市営地下鉄3号線（現：Osaka Metro四つ橋線）岸里駅が開業。
- 1973年11月 - 西成区全域で住居表示実施。現在の町名となる。
- 1984年11月18日 - 南海天王寺支線の天下茶屋駅 - 今池町駅間が廃止。
- 1993年3月4日 - 大阪市営地下鉄堺筋線の天下茶屋駅開業。
- 1995年11月1日 - 南海天下茶屋駅高架化完成。

## 世帯数と人口

### 天下茶屋
2019年（令和元年）9月30日現在の世帯数と人口は以下の通りである。
| 丁目           | 世帯数    | 人口    |
| -------------- | --------- | ------- |
| 天下茶屋一丁目 | 2,034世帯 | 2,836人 |
| 天下茶屋二丁目 | 1,168世帯 | 1,671人 |
| 天下茶屋三丁目 | 1,550世帯 | 2,093人 |
| 計             | 4,752世帯 | 6,600人 |

人口の変遷
国勢調査による人口の推移。
| 1995年（平成7年）  | 9,680人 | [ 7 ]  |  |
| 2000年（平成12年） | 8,656人 | [ 8 ]  |  |
| 2005年（平成17年） | 8,324人 | [ 9 ]  |  |
| 2010年（平成22年） | 7,596人 | [ 10 ] |  |
| 2015年（平成27年） | 7,027人 | [ 11 ] |  |

世帯数の変遷
国勢調査による世帯数の推移。
| 1995年（平成7年）  | 4,684世帯 | [ 7 ]  |  |
| 2000年（平成12年） | 4,454世帯 | [ 8 ]  |  |
| 2005年（平成17年） | 4,543世帯 | [ 9 ]  |  |
| 2010年（平成22年） | 4,516世帯 | [ 10 ] |  |
| 2015年（平成27年） | 4,366世帯 | [ 11 ] |  |

### 天下茶屋東
2019年（令和元年）9月30日現在の世帯数と人口は以下の通りである。
| 丁目             | 世帯数    | 人口    |
| ---------------- | --------- | ------- |
| 天下茶屋東一丁目 | 942世帯   | 1,469人 |
| 天下茶屋東二丁目 | 1,018世帯 | 1,673人 |
| 計               | 1,960世帯 | 3,142人 |

人口の変遷
国勢調査による人口の推移。
| 1995年（平成7年）  | 4,834人 | [ 7 ]  |  |
| 2000年（平成12年） | 4,495人 | [ 8 ]  |  |
| 2005年（平成17年） | 4,025人 | [ 9 ]  |  |
| 2010年（平成22年） | 3,524人 | [ 10 ] |  |
| 2015年（平成27年） | 3,139人 | [ 11 ] |  |

世帯数の変遷
国勢調査による世帯数の推移。
| 1995年（平成7年）  | 2,523世帯 | [ 7 ]  |  |
| 2000年（平成12年） | 2,423世帯 | [ 8 ]  |  |
| 2005年（平成17年） | 2,222世帯 | [ 9 ]  |  |
| 2010年（平成22年） | 1,931世帯 | [ 10 ] |  |
| 2015年（平成27年） | 1,780世帯 | [ 11 ] |  |

## 経済

### 産業
店・企業
- デイリーカナート天下茶屋店（西成区岸里1丁目、天下茶屋駅西口）
- デイリーカナート岸里店（NTT天下茶屋ビル跡地、西成区岸里東1丁目）
- 田村書店天下茶屋店（旧：天牛堺書店。西成区岸里1丁目、天下茶屋駅「ショップ南海」内）
- 大阪王将とれび天下茶屋店（西成区岸里1丁目、天下茶屋駅西口）

### 地主・家主
天下茶屋の地主・家主は、かつて芽木小兵衛、芽木眞次郎などがいた。

### 事業所
2016年（平成28年）現在の経済センサス調査による事業所数と従業員数は以下の通りである。

#### 天下茶屋
| 丁目           | 事業所数  | 従業員数 |
| -------------- | --------- | -------- |
| 天下茶屋一丁目 | 81事業所  | 699人    |
| 天下茶屋二丁目 | 126事業所 | 448人    |
| 天下茶屋三丁目 | 157事業所 | 739人    |
| 計             | 364事業所 | 1,886人  |

#### 天下茶屋東
| 丁目             | 事業所数  | 従業員数 |
| ---------------- | --------- | -------- |
| 天下茶屋東一丁目 | 40事業所  | 143人    |
| 天下茶屋東二丁目 | 61事業所  | 241人    |
| 計               | 101事業所 | 384人    |

## 学区
市立小・中学校に通う場合、学区は以下の通りとなる。なお、小学校・中学校入学時に学校選択制度を導入しており、通学区域以外に西成区にある以下の通学区域に隣接する校区にある小学校、西成区内にある中学校から選択することも可能。
| 丁目             | 番 | 小学校                 | 中学校                 |
| ---------------- | --- | ---------------------- | ---------------------- |
| 天下茶屋一丁目   | 1～5番 6番1～3号・4～6号（一部） 6番16号（一部）・17～20号 6番21号（一部）・22～33号 10～32番                                                                                 | 大阪市立新今宮小学校   | 大阪市立今宮中学校     |
| 天下茶屋一丁目   | 6番4～6号（一部）・7～15号 6番16号（一部）・21号（一部） 7～9番 | 大阪市立天下茶屋小学校 | 大阪市立天下茶屋中学校 |
| 天下茶屋二丁目   | 1～6番 | 大阪市立天下茶屋小学校 | 大阪市立天下茶屋中学校 |
| 天下茶屋二丁目   | 7～ 24番 | 大阪市立新今宮小学校   | 大阪市立今宮中学校     |
| 天下茶屋三丁目   | 14番4号（一部）・7号（一部） 14番8号（一部）・10号（一部） 14番17号（一部）・18～31号 15～26番、28番1～ 11号 28番12号（一部）・33～46号                                       | 大阪市立新今宮小学校   | 大阪市立今宮中学校     |
| 天下茶屋三丁目   | 1～ 11番、12番1～4号 12番5号（一部） 13番1～3号・5号（一部） 14番1〜3号・4号（一部） 14番5〜6号・7号（一部） 14番8号（一部）・9号 14番10号（一部）・11～16号 14番17号（一部） | 大阪市立天下茶屋小学校 | 大阪市立天下茶屋中学校 |
| 天下茶屋東一丁目 | 1～20番 | 大阪市立天下茶屋小学校 | 大阪市立天下茶屋中学校 |
| 天下茶屋東一丁目 | 21～23番 | 大阪市立新今宮小学校   | 大阪市立今宮中学校     |
| 天下茶屋東二丁目 | 15番5号（一部） 15番34～36号（一部） | 大阪市立新今宮小学校   | 大阪市立今宮中学校     |
| 天下茶屋東二丁目 | その他 | 大阪市立天下茶屋小学校 | 大阪市立天下茶屋中学校 |

## 交通
南海本線と阪堺電気軌道阪堺線が南北に走っている。また住所表示上の天下茶屋からはやや西に離れているが、広域地名で天下茶屋と呼ばれる場合もある地域を、国道26号とOsaka Metro四つ橋線が走る。

### 鉄道
- 南海本線 天下茶屋駅 - 岸里玉出駅
- 南海高野線（汐見橋線）西天下茶屋駅 - 岸里玉出駅
- 阪堺電気軌道阪堺線 今船停留場 - 松田町停留場 - 北天下茶屋停留場 - 聖天坂停留場 - 天神ノ森停留場
- Osaka Metro四つ橋線 岸里駅
- Osaka Metro堺筋線 天下茶屋駅

### 道路
- 紀州街道
- 国道26号
- 松虫通

## 出身・ゆかりのある人物
- 柴谷伊之助 - 資産家、天王寺村長、南海土地建物、大東土地各代表、柴谷土地建物監査役。
- 柴谷利一 - 柴谷土地建物社長・同取締役、柴谷合名会社社員。
- 前田久吉 - 産経新聞創業者。大阪新聞の前身となる「南大阪新聞」は天下茶屋が発祥の地である。
- 森田政義 - 弁護士、衆議院議員[18]。住所が天神森町[18]。大屋政子の実父[18]。
- 大屋政子[19] - タレント。「天下茶屋の政子ちゃん」をキャッチフレーズとした。阿倍野区北畠に在住していた。森田政義の娘[18]。
- 山下和輝 - 現役時代の背番号44から「天下茶屋のバース」と呼ばれていた。
- 亀田興毅 - プロボクサー。
- 亀田大毅 - プロボクサー。
- 亀田和毅 - プロボクサー。
- 中武克雄 - 競輪選手。
- CHAKA - 歌手。

## 主要施設

### 名所・公園
- 天下茶屋跡（西成区岸里東2丁目）
- 天神ノ森天満宮（西成区岸里東2丁目）
- 苔山龍王（西成区天下茶屋1丁目）
- 正圓寺（「天下茶屋の聖天さん」、阿倍野区松虫通3丁目）
- 天下茶屋公園（西成区岸里東1丁目）

### 学校
- 大阪市立天下茶屋小学校（西成区聖天下1丁目）
- 大阪市立橘小学校（西成区橘2丁目）
- 大阪市立天下茶屋中学校（西成区橘1丁目）
- 大阪ファッションアート専門学校（西成区天下茶屋3丁目）
- ノアインドアステージ天下茶屋校（西成区岸里1丁目、天下茶屋駅西口）
- フットサルポイントメッセ天下茶屋（西成区岸里1丁目、天下茶屋駅西口）

### 商業施設
- 天下茶屋駅前商店街（西成区天下茶屋2丁目・3丁目、天下茶屋駅東口）

## その他

### 日本郵便
- 集配担当する郵便局と郵便番号は以下の通りである[20]。

| 町丁       | 郵便番号 | 郵便局     |
| ---------- | -------- | ---------- |
| 天下茶屋   | 557-0014 | 西成郵便局 |
| 天下茶屋東 | 557-0011 | 西成郵便局 |

## 補注
1. 1 2  “大阪府大阪市西成区の町丁・字一覧”.   人口統計ラボ. 2019年10月20日閲覧。
2. 1 2 3 4  “住民基本台帳人口・外国人人口”.   大阪市 (2019年12月12日). 2020年1月5日閲覧。
3. 1 2  “天下茶屋の郵便番号”.  日本郵便. 2019年8月15日閲覧。
4. 1 2  “市外局番の一覧”.   総務省. 2019年6月24日閲覧。
5. 1 2  “天下茶屋東の郵便番号”.  日本郵便. 2019年8月15日閲覧。
6. ↑  三善貞司 編、『大阪史蹟事典』426–7頁、清文堂出版、1986年。
7. 1 2 3 4  “平成7年国勢調査の調査結果(e-Stat) - 男女別人口及び世帯数 －町丁・字等”.   総務省統計局 (2014年3月28日). 2019年8月16日閲覧。
8. 1 2 3 4  “平成12年国勢調査の調査結果(e-Stat) - 男女別人口及び世帯数 －町丁・字等”.   総務省統計局 (2014年5月30日). 2019年8月16日閲覧。
9. 1 2 3 4  “平成17年国勢調査の調査結果(e-Stat) - 男女別人口及び世帯数 －町丁・字等”.   総務省統計局 (2014年6月27日). 2019年8月16日閲覧。
10. 1 2 3 4  “平成22年国勢調査の調査結果(e-Stat) - 男女別人口及び世帯数 －町丁・字等”.   総務省統計局 (2012年1月20日). 2019年8月16日閲覧。
11. 1 2 3 4  “平成27年国勢調査の調査結果(e-Stat) - 男女別人口及び世帯数 －町丁・字等”.   総務省統計局 (2017年1月27日). 2019年8月16日閲覧。
12. 1 2  『日本紳士録 第35版』大阪メ290頁（国立国会図書館デジタルコレクション）。2023年2月13日閲覧。
13. ↑  『大衆人事録 第14版 近畿・中国・四国・九州篇』大阪254頁（国立国会図書館デジタルコレクション）。2023年2月13日閲覧。
14. ↑  『人事興信録 第11版 下』メ2頁（国立国会図書館デジタルコレクション）。2023年2月13日閲覧。
15. ↑  “平成28年経済センサス－活動調査 / 事業所に関する集計 産業横断的集計 都道府県別結果”.   総務省統計局 (2018年6月28日). 2019年10月23日閲覧。
16. ↑  “西成区の通学区域一覧” (PDF).   大阪市西成区 (2019年10月3日). 2020年1月5日閲覧。 “（ファイル元のページ）”
17. ↑  “令和2年度　新入学児童・生徒用「学校案内冊子」の配付について”.   大阪市西成区 (2019年10月3日). 2020年10月3日閲覧。
18. 1 2 3 4  『人事興信録 第10版 下』モ51頁（国立国会図書館デジタルコレクション）。2022年11月26日閲覧。
19. ↑  大屋 政子とはコトバンク。2022年11月26日閲覧。
20. ↑  “郵便番号簿 2019年度版” (PDF).   日本郵便. 2019年11月4日閲覧。